# Anthospermeae
Anthospermeae és una tribu de plantes amb flors de la família Rubiaceae i conté 208 espècies distribuides en 12 gèneres.
Els seus representants es troben a l'hemisferi sud, amb l'excepció de les dues espècies del gènere Phyllis. Almenys dos gèneres, a saber, Coprosma i Galopina, són anemòfils.

## Descripció
Aquesta tribu inclou arbustos o arbres petits amb flors actinomòrfiques poc visibles i inodores que no produeixen nèctar.

## Biologia
A diferència de la majoria de les Rubiaceae, que són pol·linitzades per animals (pol·linització zoocoral), les espècies de la tribu Anthospermeae es reprodueixen per pol·linització anemòfila.

## Gèneres
La tribu Anthospermeae inclou dotze gèneres dividits en tres subtribus:
- Subtribu Anthosperminae, molt estesa a l'Àfrica subsahariana, a Macaronèsia, Madagascar i a la part sud-oest de la península Aràbiga.
  - Anthospermum L. (39 sp)
  - Carpacoce Sond. (7 sp)
  - Galopina Thunb. (4 sp)
  - Nenax Gaertn. (9 sp)
  - Phyllis L. (2 sp)

- Subtribu Coprosminae, amb una gran distribució transpacífica (el gènere Nertera s'estén a l'oceà Atlàntic fins al Carib i Tristan da Cunha).
  - Coprosma J.R.Forst. & G.Forst. (110 sp)
  - Durringtonia R.J.F.Hend. & Guymer (1 sp)
  - Leptostigma Arn. (7 sp)
  - Nertera Banks ex Sol. (10 sp)
  - Normandia Hook.f. (1 sp)
- Subtribu Operculariinae, restringida a Austràlia.
  - Opercularia Gaertn. (17 sp)
  - Pomax Sol. ex DC. (1 sp)

## Sinonímia
- Ambraria Cruse = Nenax
- Ambraria Heist. ex Fabr. = Anthospermum
- Bupleuroides Moench = Phyllis
- Caprosma G.Don = Coprosma
- Corynula Hook.f. = Leptostigma
- Cryptospermum Young = Opercularia
- Cunina C.Gay = Nertera
- Erythrodanum Thouars = Nertera
- Eurynome DC. = Coprosma
- Gomozia Mutis ex L.f. = Nertera
- Lagotis E.Mey. = Carpacoce
- Marquisia A.Rich. ex DC. = Coprosma
- Nobula Adans. = Phyllis
- Oxyspermum Eckl. & Zeyh. = Galopina
- Pelaphia Banks & Sol. ex A.Cunn. = Coprosma
- Peratanthe Urb. = Nertera
- Rubioides Sol. ex Gaertn. = Opercularia